# Ля Ру Туранжель
Ля Ру Туранжель (фр. La Roue Tourangelle) — шоссейная однодневная велогонка по дорогам французского департамента Эндр и Луара.

## История
Гонка основана в 2002 году как любительская. В 2005 году стала профессиональным соревнованием, войдя в календарь Европейского тура UCI и получив категорию 1.2, в 2011 году повышенную до 1.1.
С 2015 года является одной из гонок Велошоссейного кубка Франции.

## Призёры
| Год  | Победитель         | Второй            | Третий             |         |
| ---- | ------------------ | ----------------- | ------------------ | ------- |
| 2002 | Мариуш Вейсяк      | Сергей Лагутин    | Daniel Okruciński  |         |
| 2003 | Сергей Лагутин     | Маурицио Бьондо   | Йохан Жене         |         |
| 2004 | Блажей Яничек      | Арно Жерар        | Себастьен Минар    |         |
| 2005 | Жиль Кануэ         | Жульен Бельжу     | Tim Cassidy        |         |
| 2006 | Сергей Колесников  | Микель Гастаньяга | Микаэль Рейс       |         |
| 2007 | Юрий Трофимов      | Дэвид Таннер      | Дмитрий Кривцов    |         |
| 2008 | Виталий Кондрут    | Roman Chuchulin   | Ярослав Марич      |         |
| 2009 | Arnaud Molmy       | Медерик Клайн     | Дмитрий Самохвалов |         |
| 2010 | Ян Гюйо            | Николас Бальдо    | Дмитрий Самохвалов |         |
| 2011 | Давид Вейё         | Антони Делаплас   | Себастьян Шаванель |         |
| 2012 | Вячеслав Кузнецов  | Рафаа Штиоуи      | Игорь Боев         |         |
| 2013 | Микаэль Делаж      | Бенджамин Жиро    | Евгений Гутарович  |         |
| 2014 | Анжело Тулик       | Евгений Гутарович | Адриан Пети        |         |
| 2015 | Лоренцо Манзен     | Клеман Вентурини  | Jan Dieteren       |         |
| 2016 | Самуэль Дюмулен    | Оливер Пардини    | Жюльен Дюваль      |         |
| 2017 | Флавьен Дассонвиль | Фабьен Грелье     | Антони Делаплас    |         |
| 2018 | Марк Сарро         | Самуэль Дюмулен   | Уго Хофстеттер     |         |
| 2019 | Лионель Таминьё    | Робин Карпентер   | Марк Сарро         |         |
| 2020 | отменён            | отменён           | отменён            | отменён |
| 2021 | Арно Демар         | Насер Буханни     | Марк Сарро         |         |
| 2022 | Насер Буханни      | Бриан Кокар       | Сэнди Дюжарден     |         |
| 2023 | Рори Таунсенд      | Гербен Тейссен    | Пьер Барбье        |         |
| 2024 | Джейсон Тессон     | Гербен Тейссен    | Йенте Бирманс      |         |
| 2025 |                    |                   |                    |         |

## Рекорд побед

### По странам
| Побед | Страна                                  |
| ----- | --------------------------------------- |
| 9     | Франция                                 |
| 3     | Россия                                  |
| 2     | Польша                                  |
| 1     | Узбекистан · Украина · Канада · Бельгия |